# Enric Marco Batlle

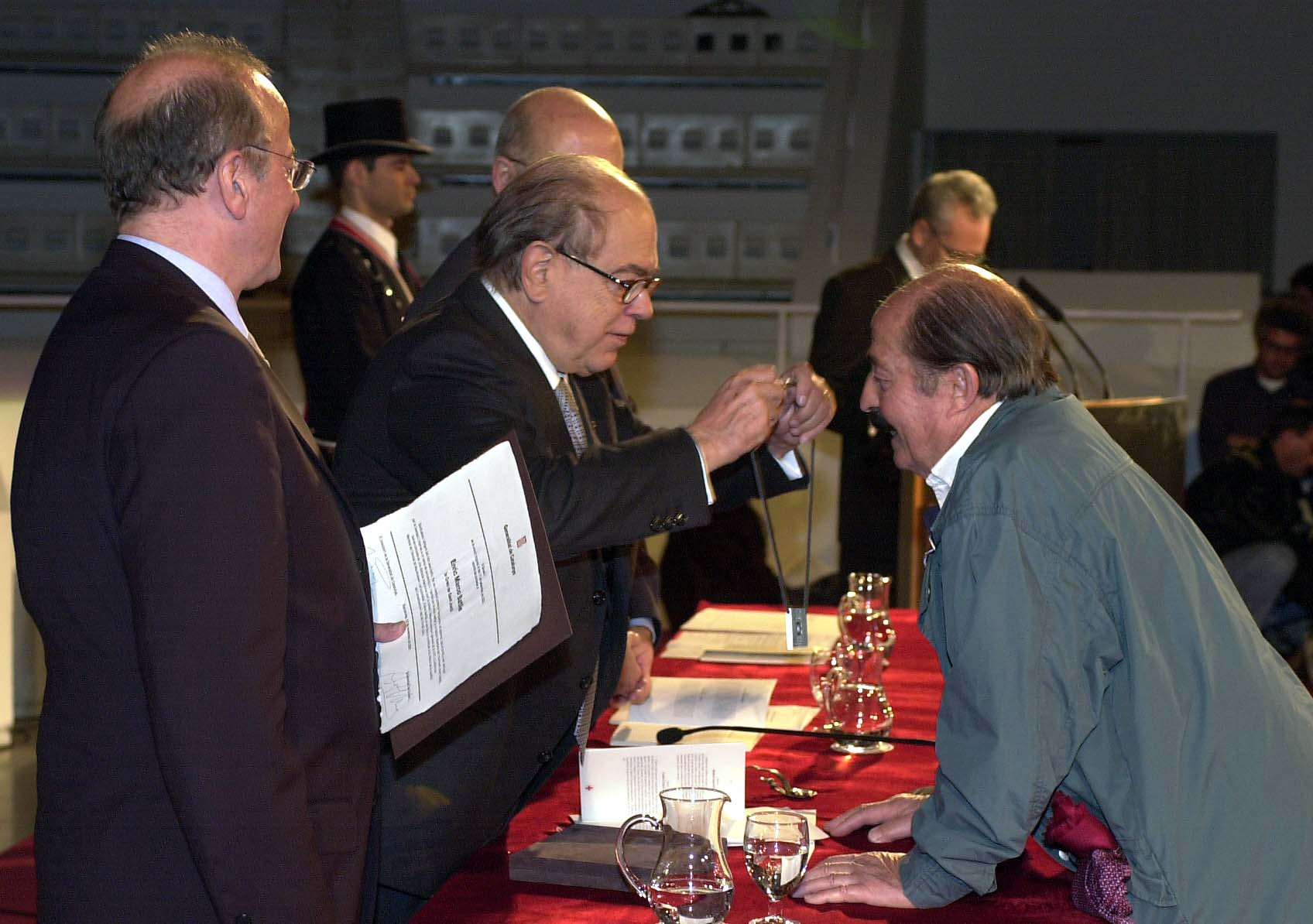
Enric Marco recebeu um prêmio em 2001.

Enric Marco Batlle (Barcelona, 12 de abril de 1921) é um sidicalista catalão, que ganhou fama por ter sido considerado por mais de três décadas, um sobrevivente do campo de concentração de Flossenburg, da Alemanha Nazista, na Segunda Guerra Mundial.
Ele chegou a dar mais de oito mil palestras na posição de sobrevivente do holocausto, e a ser presidente da mais importante organização da Espanha às vítimas dos campos de concentração nazistas. Em 2001, ainda antes da farsa ser descoberta, ele recebeu do governo catalão o Prêmio Creu de Sant Jordi, e escreveu um livro sobre suas experiências. Devolveu a medalha em 2005, após o historiador espanhol Benito Bermejo, suspeitar da autenticidade da história, e descobrir a farsa.
| “ | "Admito que nunca foi internado no campo Flossenburg, embora eu tenha ficado em uma prisão preventiva acusado de conspirar contra o Terceiro Reich. | ” |

Em 2009, ele estrelou o filme Ich bin Enric Marco - Verdadeiro ou Falso, no qual ele visita o campo de concentração de Flossenburg e partes da Alemanha, em que realmente trabalhou como operário.

## Sobre o Filme "Ich bin Enric Marco - Verdadeiro ou Falso"
Em 2010, o filme foi um dos apresentados no festival Cinema Catalão.

### Ficha Técnica
- Diretor - Santiago Fillol e Lucas Vermal
- Produtor - Oriol Maymó
- Cenário - Santiago Fillol, Lucas Vermal
- Photografia -	Marc Gomez del Moral
- Editor - Cristobal Fernandez, Sergi Diez
- Sound design - Amanda Villavieja
- Duração - 86'

### Prêmios e Indicações
| Ano  | Prêmio                                    | Indicação | Resultado | Ref.  |
| ---- | ----------------------------------------- | --------- | --------- | ----- |
| 2009 | San Sebastián International Film Festival |           | Indicado  | [ 6 ] |
| 2010 | Rotterdam International Film Festival     |           | Indicado  | [ 6 ] |